# Grotte de Katafýki
La grotte de Katafýki (en grec moderne : Σπήλαιο Καταφύκι) est une grotte située à Dryopída sur l'île de Kythnos dans les Cyclades en Grèce. Elle a été nommée « Katafýki », signifiant en français : abri, car elle a servi de refuge durant plusieurs périodes.

## Description
Elle est située à Fíres de Dryopída. On a cartographié plus de 600 m de cette grotte naturelle qui, après avoir servi de mine, possède une galerie artificielle de 2 000 m de long. De longs tunnels se sont formés dans la grotte grâce à la force des eaux d'un torrent. On estime que les passages de la grotte couvrent une superficie de 3500 mètres carrés,.
À l'entrée, il y a un plateau appelé « petit plateau » et, plus loin, le « grand plateau » ou piazza. Sur la « grande piazza », les habitants avaient l'habitude d'organiser des festivités après la Résurrection, à la période de Pâques. Plus loin sur la droite se trouvent des couloirs, dont deux mènent à la « salle des stalactites », d'une superficie de 25 × 17 m, où l'on trouve des stalactites et des stalagmites. Les stalactites de la salle sont de couleur et de forme diverse et portent des noms tels que « méduse », « pieuvre », « ours en peluche », etc. Une grande stalagmite est appelée « Tour de Babel ». À droite de la salle se trouvent des plaques de calcaire et de minerai de fer. Dans une autre zone de la grotte, il y a une formation en "cuvette" car l'eau s'y accumule entre les stalactites et les stalagmites. Les explosions ont détruit une grande partie de la décoration générale des stalactites et des stalagmites de la grotte, tout comme, dans une moindre mesure, les incendies provoqués par les rituels à l'intérieur de la grotte. Les roches de la grotte sont stratifiées verticalement en schiste, marbre et ardoise. La grotte a été utilisée comme une mine de fer et le principal minéral extrait était l'hématite.
L'accès à la grotte est facile car elle est située dans Dryopída. En raison de son utilisation comme mine, elle contient des ravins qui, autrefois, rendaient sa visite dangereuse. Elle est éclairée et sa température est de 17°C, et peut être visitée par un parcours circulaire. À plusieurs endroits, on peut voir des vestiges de l'ancienne fonction de mine de la grotte, comme des rails, des wagons, etc.

## Mine
La grotte a pu être utilisée comme mine depuis l'Antiquité, car la littérature fait référence à des mines à Kythnos. L'exploitation du fer à l'époque moderne a duré de 1835 à 1940, et à partir de 1910, l'exploitation a été effectuée par des sociétés étrangères.

## Gestion et restauration
La grotte est gérée par la municipalité de Kythnos. En juillet 2015, elle a été rendue à nouveau accessible au public après une période de deux ans pendant laquelle le ministère de la Culture avait suspendu l'accès au public pour des raisons de sécurité.